# 镇康薹草
镇康薹草（学名：Carex zhenkangensis）是莎草科薹草属的植物。分布在中国大陆的云南、广西等地，生长于海拔3,000米至3,600米的地区，一般生于草坡和亚高山灌丛中，目前尚未由人工引种栽培。